# Бенджко, Тим
Тим Бе́ндцко (нем. Tim Bendzko, род. 9 апреля 1985, Берлин, ГДР) — немецкий поп-исполнитель, автор собственных песен.

## Биография и карьера
Бендцко вырос в берлинском районе Кёпеник. В юности он посещал спортивную гимназию и играл за первый состав местной футбольной команды Унион. Позднее Тим изучал протестантизм и нехристианские религии. Его музыкальная карьера начиналась с уроков игры на гитаре. В возрасте шестнадцати лет он написал свои первые песни. Как победитель конкурса талантов летом 2009 он выступил перед 20 000 зрителями в берлинском лесном театре Вальдбюне, одной из самых больших концертных площадок в Европе. После этого Бендцко полностью посвятил себя музыке. Он подписал контракт с одной из крупнейших в мире звукозаписывающих компаний Sony Music и выступал на разогреве немецкой рок-группы Silly во время их тура в 2010.
17 июня 2010 Тим выпустил свой дебютный альбом Wenn Worte meine Sprache wären  (с нем. — «Если бы слова были моим языком»). Альбом достиг четвёртой строчки в немецких музыкальных чартах, а один из его синглов, Nur noch kurz die Welt retten (с нем. — «Ещё только быстро спасти мир»), выпущенный 27 мая 2010, второй строчки. Всего было продано более 300 000 копий альбома, он получил платиновый статус.
Тим Бендцко участвовал в туре Элтона Джона по Германии, а также в туре Джо Кокера. По возвращении в родной Берлин 29 сентября 2011 он принял участие в конкурсе песни Бундесвидение и выиграл его со своей песней Wenn Worte meine Sprache wären. 10 ноября 2011 он был удостоен премии «Бэмби».